# Vincent Mangeat

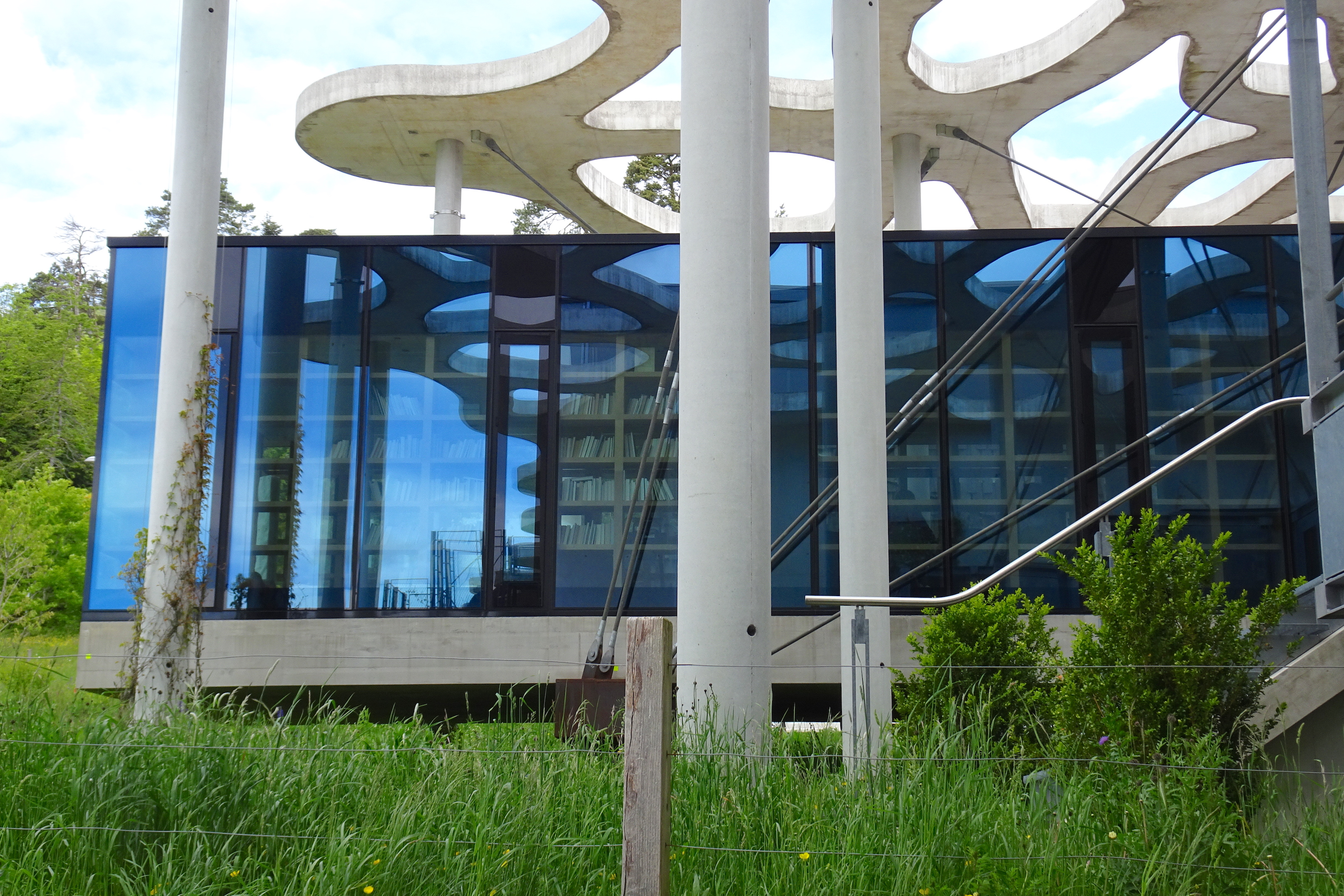
Fondation Jan Michalski in Montricher (2021)

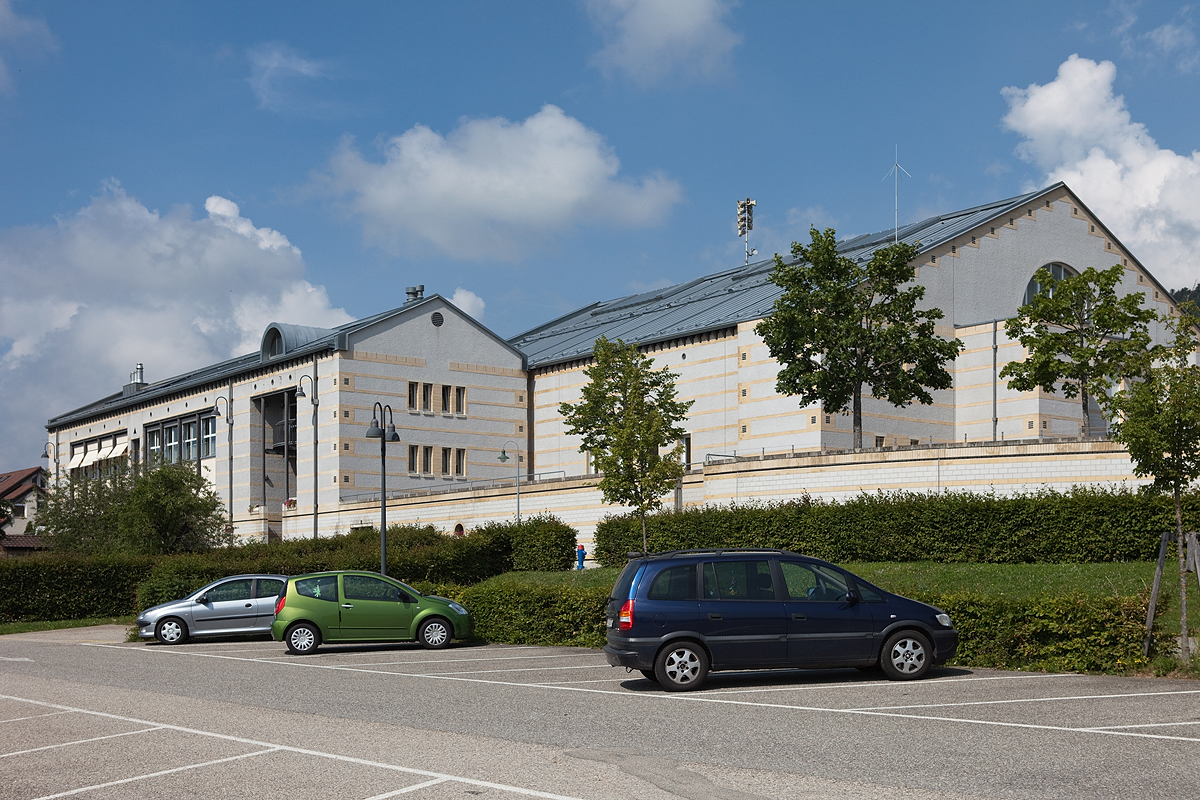
Gemeinde- und Schulzentrum von Arzier-Le Muids (2009)

Vincent Mangeat (* 21. April 1941 in Delémont; † 11. März 2025) war ein Schweizer Architekt und Hochschullehrer. Er galt als einer der prägenden Persönlichkeiten der Schweizer Architekturlandschaft von 1980 bis 2016.

## Leben
Vincent Mangeat stammte aus Fontenais im Kanton Jura. Er studierte zunächst Architektur an der Universität Genf und schloss 1969 sein Architekturstudium an der École polytechnique fédérale de Lausanne ab. In Paris besuchte er Kurse bei Jean Prouvé an der École d’Arts et Métiers. Gleich nach seinem Abschluss gründete er sein Architekturbüro in Nyon, wo er auch weiterhin als Dozent an der EPFL tätig war. Er wurde 1985 Assistenzprofessor für Entwurf und Theorie der Architektur an der ETH Zürich (1985–1990) und 1990 an der EPFL Lausanne (1990–2006) ernannt. Anfang der 2000er Jahre war er einer der treibenden Kräfte bei der Gründung der Faculté de l’Environnement Naturel, Architectural et Construit (ENAC) an der EPFL Lausanne.
Zu seinen wichtigsten Werken gehört das Gymnasium von Nyon, dessen kühne Konzeption Diskussionen auslöste, bevor es vom Schweizer Heimatschutz gewürdigt wurde, der es auf die Titelseite seines Buches über die schönsten Bauten des Landes setzte. Weitere wichtige Bauten sind die Maison de l’Ecriture der Fondation Jan Michalski in Montricher und die Schule Gai-Logis in Nyon. In der Region Nyon sind das Gemeinde- und Schulzentrum von Arzier-Le Muids und der Sitz von Swisscontrol in La Dôle sowie das Viadukt in Sierre zu nennen.
Vincent Mangeat starb am 11. März 2025 im Alter von 83 Jahren.

## Schriften
- L’épistolaire d’architecture: Ecrire à l'oreille, PU 2009. ISBN 978-2-88915-285-8
- Heinz Wirz, Jean-Marc Lamunière (Hrsg.): Vincent Mangeat: Logos & Faber. Quart Verlag, Luzern, 2014. ISBN 978-3-907631-84-3
- Vincent Mangeat (De aedibus). Quart Verlag, Luzern, 2022. ISBN 978-3-03761-191-3